# Heinrich von Treitschke
Heinrich Gotthard Freiherr von Treitschke ( alemão: [ˈhaɪ̯n.ʁɪç fɔn ˈtʁaɪ̯.t͡ʃkə] ; 15 de setembro de 1834 - 28 de abril de 1896) foi um historiador e escritor político alemão. Nacionalista extremo, favoreceu o colonialismo alemão e se opôs ao Império Britânico, sendo membro do Partido Liberal Nacional do Reichstag durante o Império Alemão. Era também contrário a presença de católicos, poloneses, judeus e socialistas em território alemão. Teitschke morreu em 1896, aos 61 anos, em Berlim.

## Início da vida e carreira docente
Treitschke nasceu em Dresden, filho de um oficial do exército do Reino da Saxônia que se tornou governador de Königstein e governador militar de Dresden. Por ter desenvolvido um problema auditivo crescente ainda na infância foi impedido de entrar no serviço público. Estudou nas universidades de Bonn e Leipzig, estabelecendo-se nesta como Privatdozent. Lecionou história e política, mas apesar de muito popular entre os estudantes, suas opiniões políticas impossibilitaram que o governo saxão o nomeasse para um cargo de professor.
Liberal forte, Treitschke  esperava ver a Alemanha unida em um único estado com um governo parlamentar, com todos os estados menores anexados. Elogiador do colonialismo, defendeu também teorias do darwinismo social. Em um ensaio publicado em 1862, Treitschke elogiou a "luta racial impiedosa" dos alemães contra lituanos, poloneses e velhos prussianos; ele afirmou que a "mágica" emanava do "solo alemão oriental" que havia sido "fertilizado" pelo "nobre sangue alemão". Embora seu principal objetivo fosse dar legitimidade histórica à germanização dos poloneses na Prússia, o elogio de uma migração lendária para o leste realizada por ancestrais alemães acabaria se tornando um meio de legitimar reivindicações para outros territórios orientais.
Em 1863 foi nomeado professor da Universidade de Freiburg, e em 1866, no início da Guerra Austro-Prussiana, foi para Berlim, tornando-se um súdito prussiano e foi nomeado editor do Preussische Jahrbücher . Um de seus artigos, no qual exigia a anexação dos reinos de Hanôver e da Saxónia e atacava a casa real saxónica, provocou um afastamento do seu pai, amigo pessoal do rei. Depois de ocupar cargos na Universidade de Kiel e na Universidade de Heidelberg, tornou-se professor na Universidade Friedrich Wilhelm, hoje chamada de Universidade Humboldt, em Berlim em 1874.

## Carreira política
Treitschke tornou-se membro do Reichstag em 1871 e até sua morte foi uma das pessoas mais conhecidas de Berlim. Por seu problema de audição, que o deixava quase surdo, era acompanhado por um assessor que transcrevia a discussão para que ele pudesse participar.
Com a morte de Heinrich von Sybel, Treitschke o sucede como editor do Historische Zeitschrift . Superado seu liberalismo inicial, tornou-se o principal panegirista da Casa de Hohenzollern, realizando ataques violentos a opiniões e partidos que pareciam de alguma forma prejudiciais ao crescente poder da Alemanha. Forte defensor do colonialismo alemão, tinha fortes criticas ao Império Britânico, considerado cada vez mais como o adversário potencial mais forte do Império Alemão.
Durante seus últimos anos de vida, Treitschke se juntou aos conservadores moderados. Treitschke rejeitou a preocupação do Iluminismo e do liberalismo com os direitos individuais e a separação dos poderes, em favor de uma concepção autoritária monárquica e militarista do Estado. Ele deplorou a "penetração do liberalismo francês" ( Eindringen des französischen Liberalismus ) dentro da nação alemã.
Treitschke foi uma das poucas celebridades a defender e realizar ataques antissemitas, que se tornaram predominantes a partir de 1879. Foi responsável por popularizar a frase "Die Juden sind unser Unglück!" ("Os judeus são nossa desgraça!"), adotada, décadas depois, como lema pela publicação nazista Der Stürmer. Ainda acusou os judeus alemães de se recusarem a assimilar a cultura e a sociedade alemãs e atacou o fluxo de imigrantes judeus da Polônia russa.
Ao longo de sua vida, endossou o militarismo e o racismo, elogiando a conquista de outras nações e a erradicação de povos considerados inferiores, como seria, para ele, o caso dos povos de origem africana. Por causa de seu status proeminente, suas observações despertaram ampla controvérsia. Entre as elites políticas da Prússia, entretanto, foi visto de forma favorável.
Entre seus alunos notveis encontram-se Heinrich Class, Hans Delbrück, WEB Du Bois, Otto Hintze, Max Lenz, Erich Marcks, Friedrich Meinecke, Karl Peters, Gustav Schnürer, Georg Simmel e Friedrich von Bernhardi .